# Chambre des vannes

Une chambre des vannes , on parle aussi d'ouvrage de vidange (en anglais : gatehouse, gate house, outlet works ou valve house) pour un barrage, est une structure hébergeant des vannes à glissière (sluice) ou des pompes (auquel cas il est appelé de façon plus précise une station de pompage). Beaucoup de chambre des vannes sont strictement utilitaires, mais pouvaient être surtout au XIXe siècle, très élaborées.

## Contexte
Un ensemble d'ouvrage de vidange (anglais : outlet works) est un dispositif utilisé pour libérer et réguler le débit d'eau d'un barrage. Ces dispositifs consistent généralement en un ou plusieurs tuyaux ou tunnels à travers le remblai du barrage, dirigeant l'eau généralement sous haute pression vers l'aval de la rivière. Ces structures sont généralement utilisées lorsque le débit de la rivière dépasse la capacité de la centrale électrique ou la capacité de dérivation du barrage, mais n'ont pas des débits suffisamment élevés pour justifier l'utilisation des déversoirs du barrage. Ils peuvent également être utilisés lorsque le débit de la rivière doit être contourné en raison de travaux d'entretien dans la centrale électrique ou aux vannes de dérivation. Bien que leur objectif soit similaire à celui des déversoirs, les ouvrages de sortie fournissent un rejet plus contrôlé pour répondre aux exigences de débit en aval.
Un ensemble typique de travaux d'évacuation commence dans un ouvrage de prise d'eau (en anglais : intake structure), qui est généralement un canal ou une tour de prise d'eau (en) (anglais : intake tower). Une vanne de réglage (anglais : regulating gate) ou une vanne de régulation contrôle le débit d'eau dans les canalisations des ouvrages de sortie, qui se déversent en aval dans un bassin de tranquillisation ou directement dans la rivière. Les entrées des ouvrages de vidange peuvent être constituées de portes ou de vannes, ou être composées d'un système plus primitif de batardeaux (en anglais stoplogs (en)). Les entrées peuvent également contenir une série d'autres dispositifs à des fins différentes, y compris des pièges à débris (en) (en anglais : trash rack) et grilles à poissons (en)(en anglais : fish screen).